# Сеноны (город)
Сеноны (лат. Senonae) — поселение в римской Галлии, упоминающееся в «Деяниях» Аммиана Марцеллина, местоложение точно не установлено. Есть несколько предположений, к какому месту относится это название:
- Агединк (лат. Agedincum, называвшийся также лат. civitas Senonum или Senones) — столица племени сенонов, современный Санс в Бургундии.
- Сенон (фр. Senon) — коммуна в Лотарингии[1].

Здесь покончил с собой цезарь Деценций, соправитель узурпатора Магненция. Цезарь Юлиан Отступник, будущий римский император, зазимовал здесь во время войны с алеманнами в 356 году и был осаждён ими, благополучно выдержав осаду. Аммиан Марцеллин так описывает эти события:

Распорядившись запереть ворота города и укрепить слабые участки стен, Юлиан днём и ночью находился на глазах у всех солдат на башнях и зубцах стен. Гнев в нём кипел, и со скрежетом зубовным негодовал он на то, что его постоянное стремление сделать вылазку встречало препятствие в малочисленности наличных сил. Наконец, варвары, простояв 30 дней, отступили в печали, упрекая сами себя за тщетную и глупую попытку осадить город.